# Arcadi Volodos

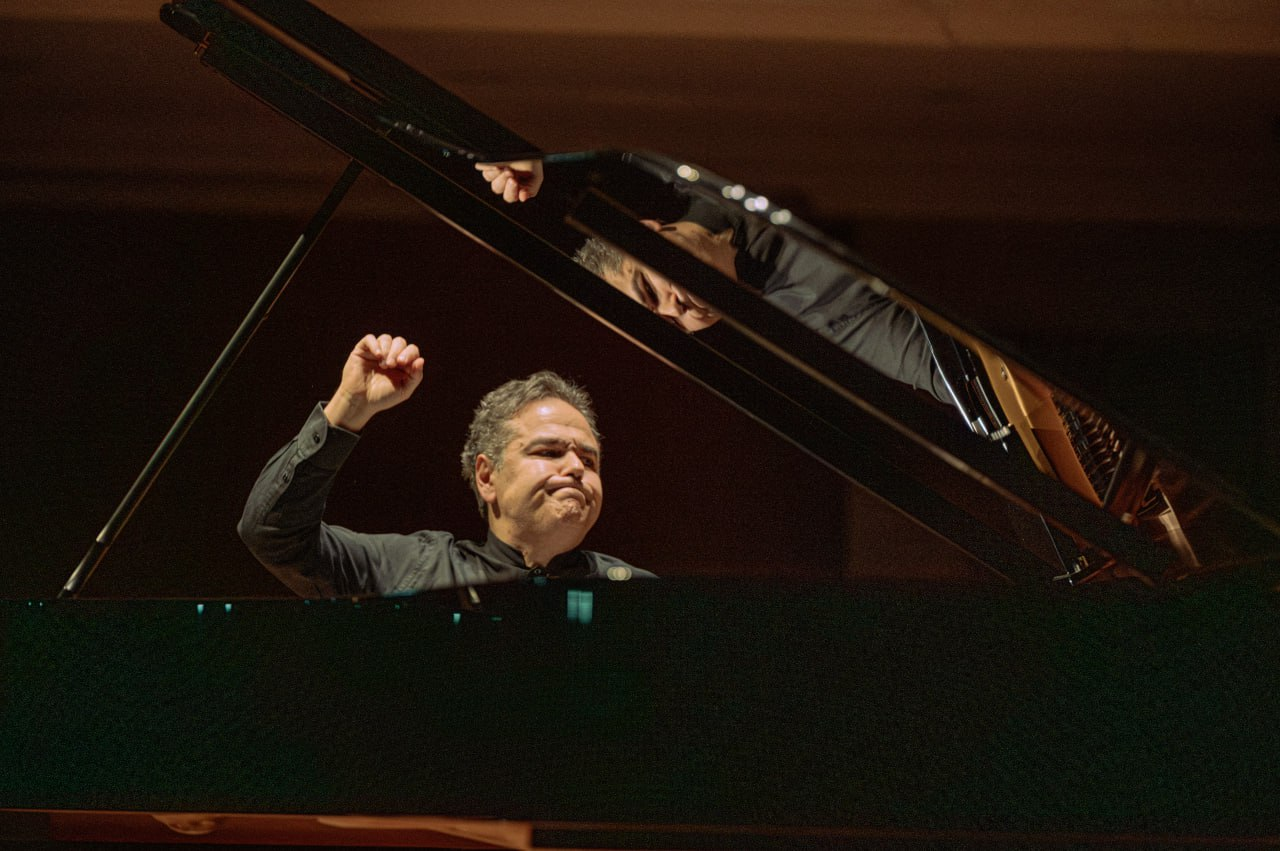
Arcadi Volodos (2024)

Arcadi Volodos (ursprünglich russisch Аркадий Аркадьевич Володось/Arkadi Arkadjewitsch Wolodos, wiss. Transliteration Arkadij Arkad’evič Volodos’; * 24. Februar 1972 in Leningrad) ist ein russischer Pianist. Er zählt zu den renommiertesten Klaviervirtuosen des 21. Jahrhunderts.
Volodos wurde zunächst durch technisch anspruchsvolle Transkriptionen und Paraphrasen bekannt und bald mit Vladimir Horowitz verglichen. Später wandte er sich Komponisten wie Franz Schubert, Johannes Brahms und Frederic Mompou zu und spielte einige ihrer Werke ein.

## Leben
Als Kind eines Sängerpaares erhielt Volodos zunächst Gesangs- und erst mit acht Jahren Klavierunterricht.
Als Jugendlicher widmete er sich dem Dirigieren und leitete das Orchester des Petersburger Konservatoriums.
Erst 1987, mit 15 Jahren, entschloss er sich, Pianist zu werden und begann sein Studium am Moskauer Konservatorium bei Galina Jegiasarowa. Nach Konzerten in Russland trat er 1991 im Rahmen der Reihe New Names in New York auf.
Nach Abschluss des Studiums in Moskau ging er 1993 zunächst für ein Jahr ans Pariser Konservatorium und studierte bei Jacques Rouvier; anschließend zu Dmitri Baschkirow an die Madrider Musikhochschule Reina Sofía.
Nachdem Volodos einige Jahre erfolgreich konzertiert und nie an Klavierwettbewerben teilgenommen hatte, gelang ihm 1996 mit dem Debüt in der Wigmore Hall und 1997 mit der von Thomas Frost bei Sony veröffentlichten CD mit Klaviertranskriptionen der internationale Durchbruch. Sein Debüt in der Carnegie Hall 1998 wurde aufgezeichnet und ist als CD erschienen.

## Repertoire und Rezeption
Die virtuosen Transkriptionen von Werken Mozarts, Georges Bizets, Franz Liszts, Sergei Rachmaninows und anderer Komponisten stellen eine Seite seines Repertoires dar. Die Bearbeitungen orientierten sich an denen von Vladimir Horowitz, dessen bekannte Carmen-Variationen er nach dem Gehör rekonstruierte. 
Die Virtuosenstücke, zu denen auch Feinbergs Bearbeitung des Scherzos aus der Pathétique und György Cziffras Arrangement des Hummelfluges von Rimski-Korsakow gehören, zeigen eine einmalige Geschicklichkeit, Schnelligkeit und mühelose Virtuosität. Auch in den schwierigsten Passagen, wie der später gespielten Hochzeitsmarsch-Paraphrase von Liszt, bleibt sein Spiel locker und entspannt und zeigt keine Anzeichen von Anstrengung.
Die von Horowitz bearbeiteten Ungarischen Rhapsodien Nr. 2. und 15. (Rákóczi-Marsch) von Franz Liszt spielte er mehrfach für das Fernsehen ein. Im Rahmen des Prinsengrachtkonzerts 2001 in Amsterdam und bei weiteren Gelegenheiten spielte er eine eigene, sehr effektvolle Version der 13. Rhapsodie.
Seine virtuose Paraphrase über Mozarts Rondo Alla Turca aus der Klaviersonate Nr. 11 hat einen hohen Bekanntheitsgrad erreicht, wird mittlerweile auch von anderen Pianisten wie Yuja Wang, Olga Scheps, Dmitri Schischkin und Alexandre Kantorow gespielt und ist vom Organisten Cameron Carpenter für die Orgel bearbeitet worden.
Bei einigen Solo- und Konzertaufnahmen betonte er eher die lyrischen als die wirkungsvollen Seiten der Kompositionen. Das gilt etwa für das erste Klavierkonzert von Tschaikowski und das dritte von Rachmaninow, die als typische Virtuosenkonzerte bekannt sind. Einige Kritiker störten sich daran, dass Volodos ausgerechnet in diesen Konzerten auf pianistische Effekte und eine exzentrische Auslegung verzichtete, weswegen sie die Einspielungen nicht als Referenzaufnahmen einstuften.  
In den letzten Jahren spielte die deutsche Romantik für ihn eine wachsende Rolle. In den Aufnahmen der Klaviersonaten E-Dur D 157 und G-Dur D 894 von Franz Schubert fand er den passenden Ton ebenso wie den intimen Charakter der Werke.
Im Jahr 2007 erhielt Volodos den Echo Klassik in der Kategorie Solistische Einspielung des Jahres für Volodos plays Liszt. Er hatte Stücke wie Vallée d’Obermann und Il Penseroso aus den Années de pèlerinage, Funérailles aus dem Zyklus Harmonies poétiques et religieuses, die 13. Ungarische Rhapsodie sowie die erste Légende (La prédication aux oiseaux) gewählt. Für Ingo Harden war die Studioaufzeichnung der beeindruckende Versuch, dem „dichtenden Symphonisten“ Liszt mit farbiger und dynamisch nuancierter Interpretation gerecht zu werden.
Bei einem Klavierabend am 1. März 2009 spielte er im Großen Saal des Wiener Musikvereins neben Robert Schumanns Waldszenen, Maurice Ravels Valses nobles et sentimentales und Werken Alexander Skrjabins auch die einsätzige Dante-Sonate (Après une Lecture du Dante - Fantasia quasi Sonata) von Franz Liszt. Das Konzert wurde auf CD und DVD aufgezeichnet und erschien bei Sony Classical unter dem Titel Volodos in Vienna. Das Livealbum erhielt gute Kritiken. Volodos behalte auch in den anspruchsvollen Passagen der Dante-Sonate die Übersicht; die Interpretation der Waldszenen sei mit der Swjatoslaw Richters oder Maria João Pires’ vergleichbar. Die Aufnahme wurde am 1. Oktober 2010 mit dem Gramophone Award als beste Instrumentaleinspielung ausgezeichnet.
Im Jahr 2014 erhielt er einen weiteren Echo Klassik in der Kategorie Solistische Einspielung des Jahres für Volodos plays Mompou.
Anfang April 2017 erschien bei Sony Classical eine weitere CD mit Spätwerken von Johannes Brahms. Es handelt sich um vier der Acht Klavierstücke op. 76, die Drei Intermezzi op. 117 sowie die Sechs Klavierstücke op. 118. Laut Hans Ackermann erwies sich der Pianist „als magischer Klangzauberer.“ Die Aufnahme wurde 2017 mit dem französischen Musikpreis Diapason d’or de l’année ausgezeichnet. 
Obwohl die späten Klavierstücke von Brahms seit jeher als „Selbstgespräche am Klavier“ (Eduard Hanslick), als „persönliches Tagebuch“ (so Brahms selbst) und als „Wiegenlieder meiner Schmerzen“ (Brahms über op. 117) gelten, möchte Arcadi Volodos bei diesen Stücken keine allzu konkret-biographischen Deutungen gelten lassen: „Freude, Liebe, Leidenschaft oder eben auch Melancholie – all das findet sich auch im Leben der großen Komponisten. Aber in der Musik erreichen diese Zustände einen höheren, verfeinerten, sublimierten Zustand.“
Volodos spielt diese Werke auf einem über zwanzig Jahre alten Steinway-Konzertflügel, der mit seinem warmen und dennoch transparenten Klang die Klangästhetik des Pianisten unterstützt. 
Volodos „weiß ... beeindruckend die Balance zwischen Überschwang und Bitterkeit hörbar zu machen. Nichts wirkt überzeichnet, sondern aus einem Guss“, schrieb das Musikmagazin Rondo am 8. April 2017.

## Aufnahmen (Auswahl)
- Piano Transcriptions. Sony Classical, 1997
- Arcadi Volodos - Live at Carnegie Hall. Sony Classical, 1999
- Sergei Rachmaninow: 3. Klavierkonzert, Klavierstücke. Sony Classical, 2000
- Franz Schubert: Klaviersonaten E-Dur D 157 und G-Dur D 894. Sony Classical, 2002
- Pjotr Iljitsch Tschaikowski: 1. Klavierkonzert, Sergei Rachmaninow: Klavierstücke. Sony Classical, 2003
- Volodos plays Liszt. Sony Classical, 2007
- Volodos in Vienna. Sony Classical, 2010
- Volodos plays Mompou. Sony Classical, 2013
- Volodos plays Brahms. Vier der Acht Klavierstücke op. 76, Drei Intermezzi op. 117, Sechs Klavierstücke op. 118. Sony Classical, 2017
- Franz Schubert: Klaviersonate Nr. 20 A-Dur D 959, Menuette D. 334, D. 335, D. 600. Sony Classical, 2019